# Kienings
Kienings ist eine Ortschaft und eine Katastralgemeinde der Gemeinde Kirchschlag im Bezirk Zwettl in Niederösterreich.
Die Streusiedlung liegt östlich von Kirchschlag und südlich der Bundesstraße B217 (Ottenschlager Straße) am Großmühlbach, zum Ortsgebiet zählen auch die Einzellagen Hinterholzmühle (östlich gelegen) und Windhof (südwestlich gelegen).

## Geschichte
Der Ort wird spätestens 1590 zum ersten Mal schriftlich erwähnt.
Im Eintrag der Josephinischen Fassion aus Jahre 1786/87 gab es im heutigen Ort 6 Häuser (davon 4 im eigentlichen Ort).
Nach der Entstehung der Ortsgemeinden 1849 wurde der Ort eine Katastralgemeinde der Ortsgemeinde Kirchschlag.
Laut Adressbuch von Österreich waren im Jahr 1938 in Kienings zwei Landwirte mit Direktvertrieb ansässig.

## Siedlungsentwicklung
Zum Jahreswechsel 1979/1980 befanden sich in der Katastralgemeinde Kienings insgesamt 8 Bauflächen mit 4.363 m² und 1 Gärten auf 304 m², 1989/1990 gab es 11 Bauflächen. 1999/2000 war die Zahl der Bauflächen auf 18 angewachsen und 2009/2010 bestanden 11 Gebäude auf 25 Bauflächen.

## Bodennutzung
Die Katastralgemeinde ist landwirtschaftlich geprägt. 63 Hektar wurden zum Jahreswechsel 1979/1980 landwirtschaftlich genutzt und 16 Hektar waren forstwirtschaftlich geführte Waldflächen. 1999/2000 wurde auf 60 Hektar Landwirtschaft betrieben und 20 Hektar waren als forstwirtschaftlich genutzte Flächen ausgewiesen. Ende 2018 waren 57 Hektar als landwirtschaftliche Flächen genutzt und Forstwirtschaft wurde auf 20 Hektar betrieben. Die durchschnittliche Bodenklimazahl von Kienings beträgt 18,9 (Stand 2010).